# Blello
Blello là một đô thị ở tỉnh Bergamo trong vùng Lombardia của nước Ý, có vị trí cách khoảng 50 km về phía đông bắc của Milano và khoảng 15 km về phía tây bắc của Bergamo. Tại thời điểm ngày 31 tháng 12 năm 2004, đô thị này có dân số 91 người và diện tích là 2,2 km².
Blello giáp các đô thị: Brembilla, Corna Imagna, Gerosa.